# Vostok 2018
Pour les articles homonymes, voir Vostok.

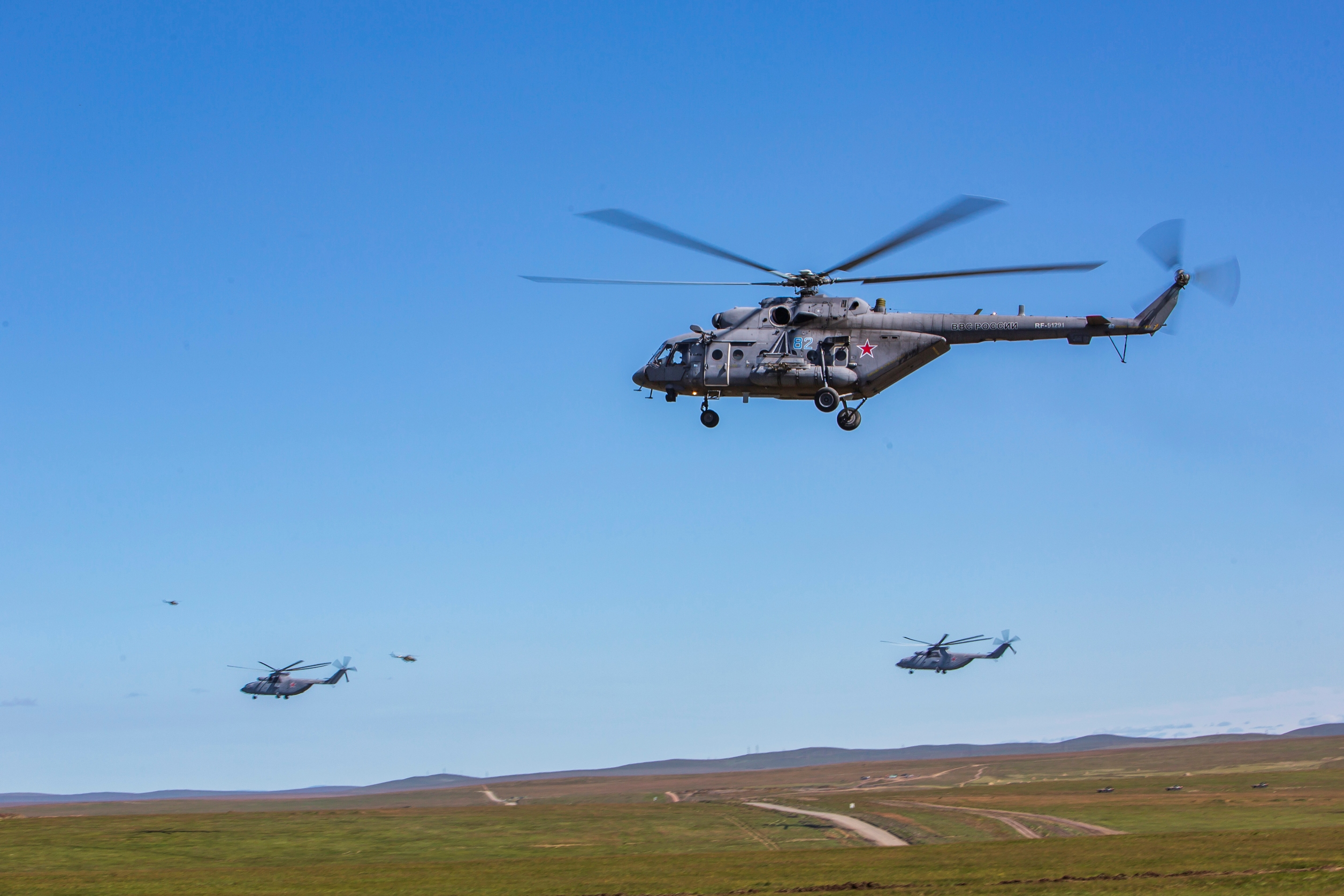
Un hélicoptère russe Mil Mi-8.

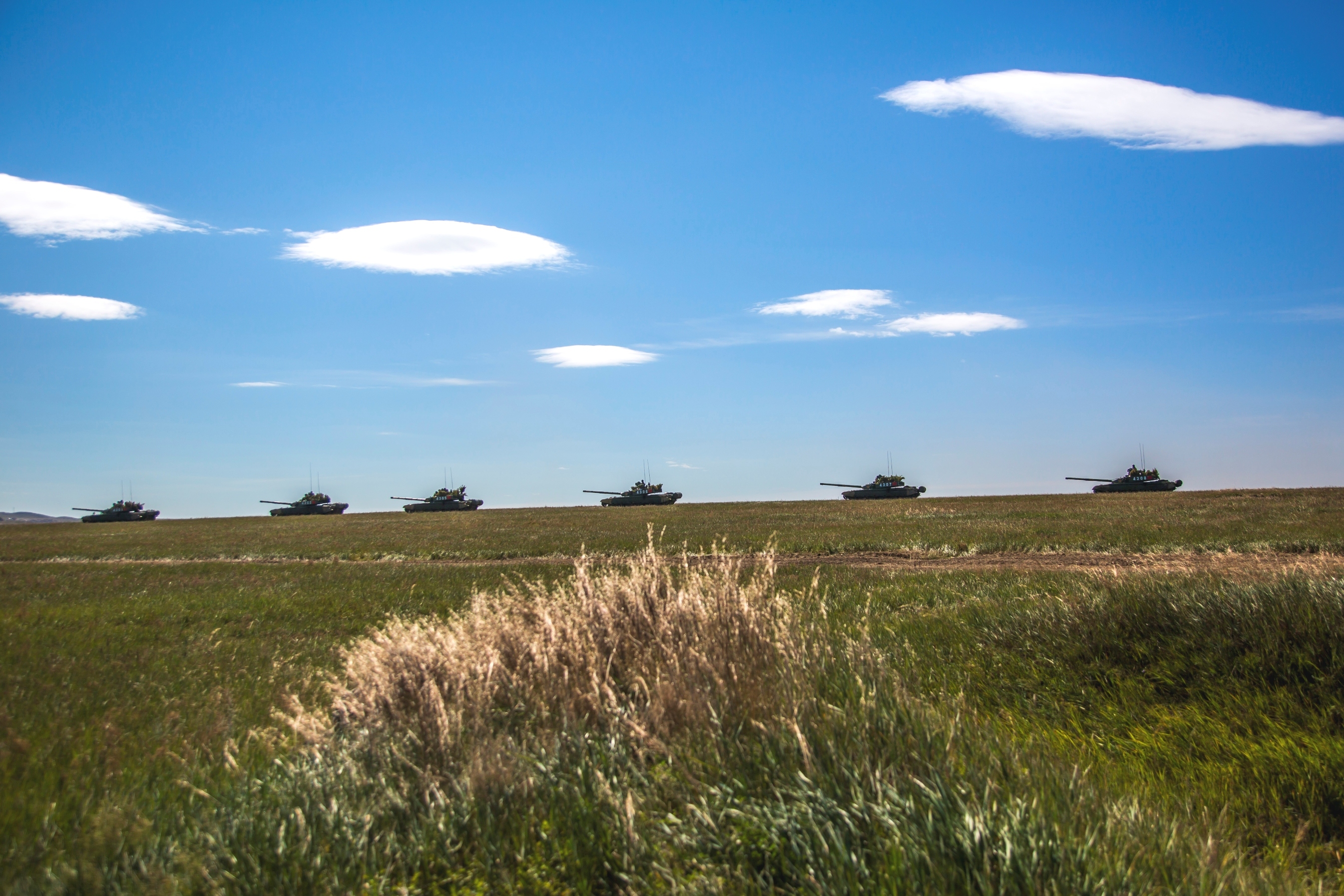
Chars de Type 96 chinois.

Vostok 2018 (russe : Восток 2018) est un exercice militaire russe de grande envergure qui se déroule du 11 au 17 septembre 2018 dans toute la Sibérie et dans l'Extrême-Orient russe. L'exercice implique des unités de l'armée de terre, de l'armée de l'air et de la marine. La Chine, la Mongolie et la Turquie, membre de l’OTAN, ont également été conviés,.

## Description
Fin août 2018, le ministre russe de la Défense, Sergueï Choïgou, a déclaré que l'exercice était le plus important en Russie depuis "Zapad-81", organisé par l'Union soviétique en 1981. Lors de cet entrainement sans commune mesure, plus de 300 000 personnes, plus d'un millier d'avions, d’hélicoptères et de drones, environ 36 000 blindés, véhicules d’infanteries et de transports de troupes, 1 000 avions et jusqu’à 80 navires y furent impliqués. 
L'Adjoint au Ministre de la Défense, le Colonel-Général Alexander Fomin (en) a déclaré que 91 observateurs de 57 pays ont assisté aux exercices.
La Chine et la Mongolie participent également aux exercices ; un contingent chinois de l'Armée populaire de libération composé de 3 500 hommes est arrivé en Russie avec du matériel et des armements (dont 900 équipements terrestres et 30 avions). Pékin a indiqué que ses troupes participeraient au champ d’entraînement des Tsugol dans la région du Transbaïkalie. L’engagement chinois avait un double objectif. D'abord celui d’améliorer et d'afficher les relations militaires sino-russes montrant ainsi que ni la Chine, ni la Russie ne sont militairement isolées. Ensuite les Chinois ont pu tester et éventuellement passer de nouvelles commandes de matériels russes.  

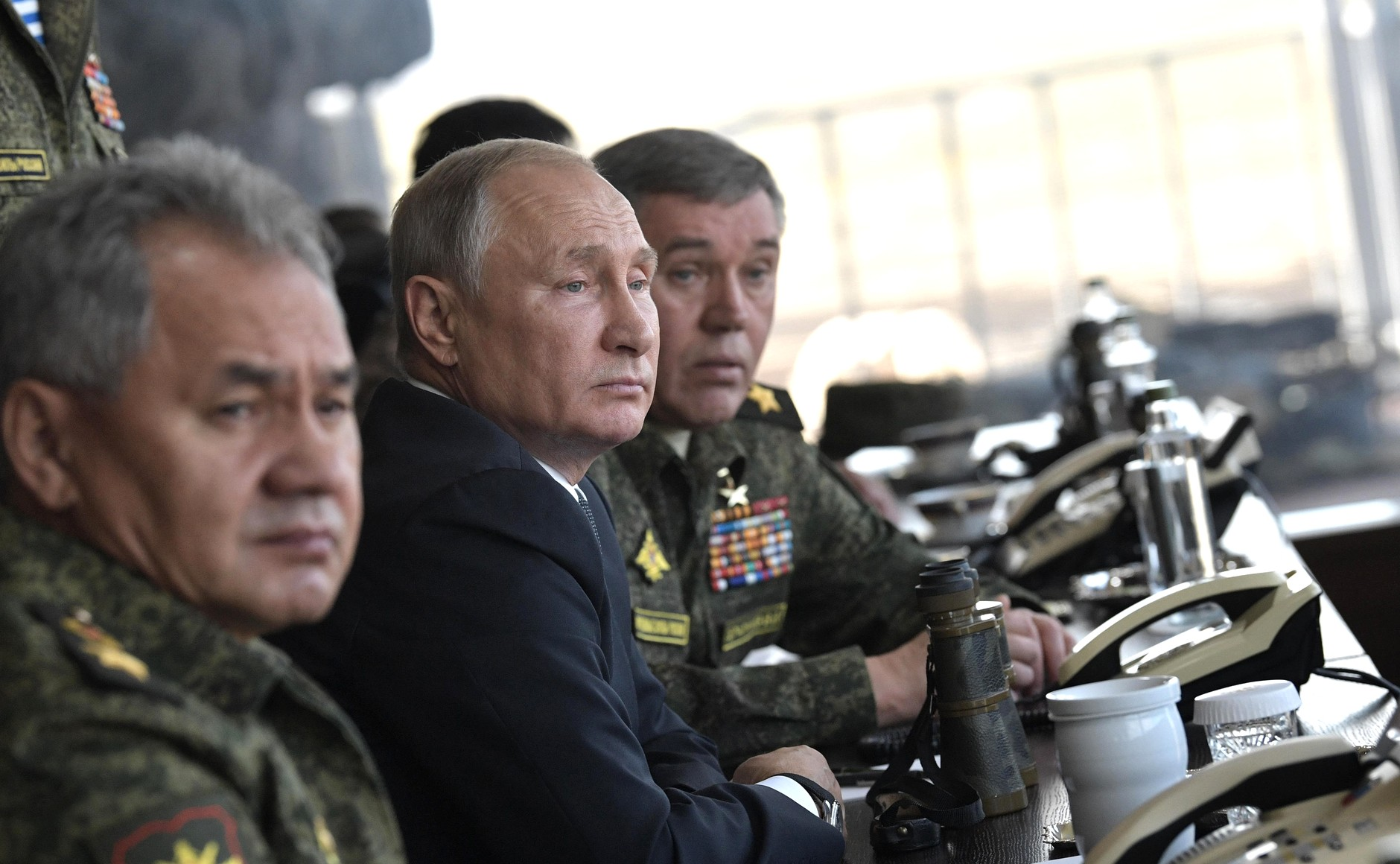
Le président Poutine regardant l'exercice.

Le président de la Russie Vladimir Poutine s'est rendu sur place après avoir assisté au Forum économique oriental à Vladivostok.
D'après l'OTAN, l'exercice russe vise à montrer sa non-agression et sa transparence tout en faisant planer une menace nucléaire et en recourant à de solides capacités de déni d'accès/d’interdiction de zone (A2/AD) pour empêcher l’adversaire d’occuper ou de traverser une zone terrestre, maritime ou aérienne.